# Azanuy-Alins
Azanuy-Alins är en kommun i Spanien.   Den ligger i provinsen Provincia de Huesca och regionen Aragonien, i den nordöstra delen av landet, 400 km nordost om huvudstaden Madrid. Antalet invånare är 174. Arean är 51 kvadratkilometer. Azanuy-Alins gränsar till Peralta de Calasanz och San Esteban de Litera. 
Terrängen i Azanuy-Alins är platt söderut, men norrut är den kuperad.